# Tricholoma vinaceogriseum
Tricholoma vinaceogriseum är en svampart som beskrevs av P.D. Orton 1987. Tricholoma vinaceogriseum ingår i släktet musseroner och familjen Tricholomataceae.   Inga underarter finns listade i Catalogue of Life.